# Der Turm (Tellkamp)
Der Turm ist ein Roman von Uwe Tellkamp, der im Jahr 2008 im Suhrkamp Verlag erschien. Als erzählende Stimmen fungieren drei miteinander verwandte Personen aus einem überwiegend von Bildungsbürgern bewohnten Villenviertel Dresdens in den letzten sieben Jahren der Deutschen Demokratischen Republik bis zum Mauerfall. Der Roman enthält Aspekte des Gesellschafts- und des Schlüsselromans sowie des Historischen Romans. Er schildert dabei verschiedene Milieus der DDR und deren Zusammenhang wie Jugendbewegung, Bildungswesen, Militär, Gesundheitswesen, den Kreis der Literaturschaffenden sowie Nachbarschaft und Familie.

## Handlung

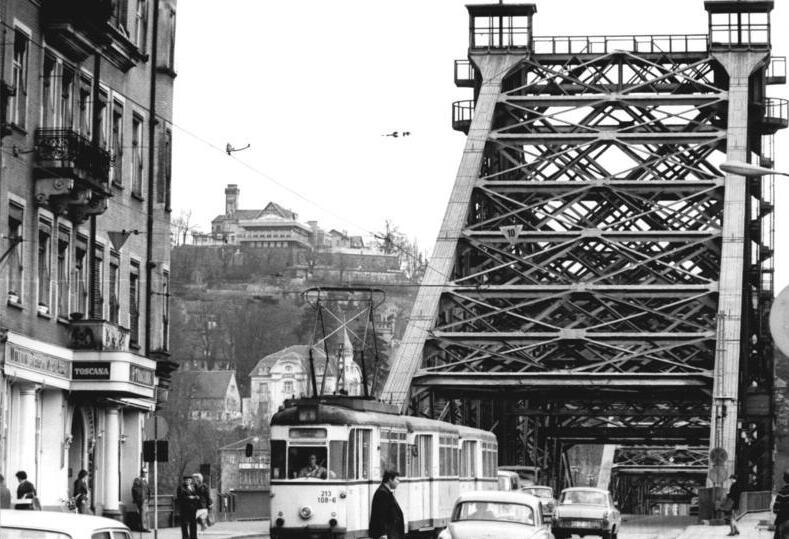
Dresden im April 1985, Blick von Blasewitz über das „Blaue Wunder“ nach Loschwitz

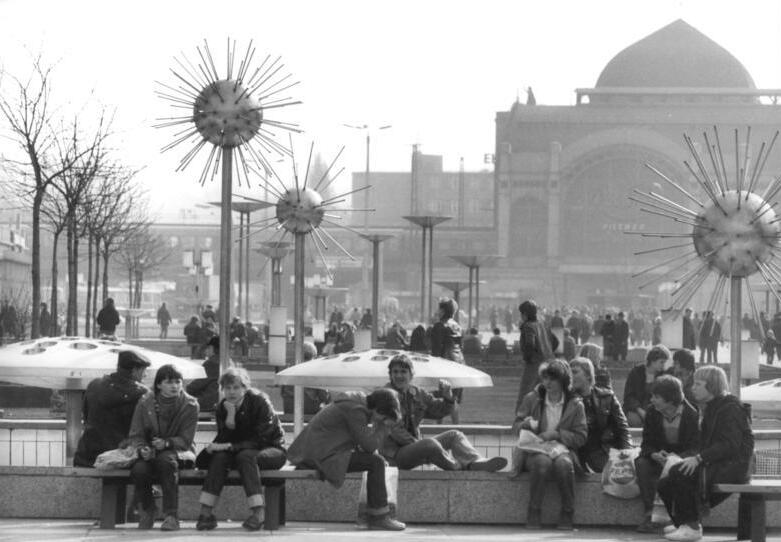
Dresden im April 1982, Prager Straße

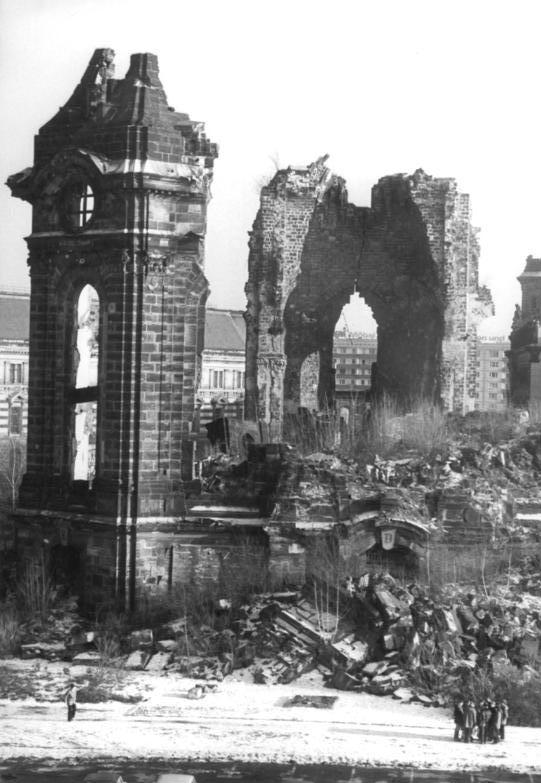
Ruine der Frauenkirche im Februar 1985

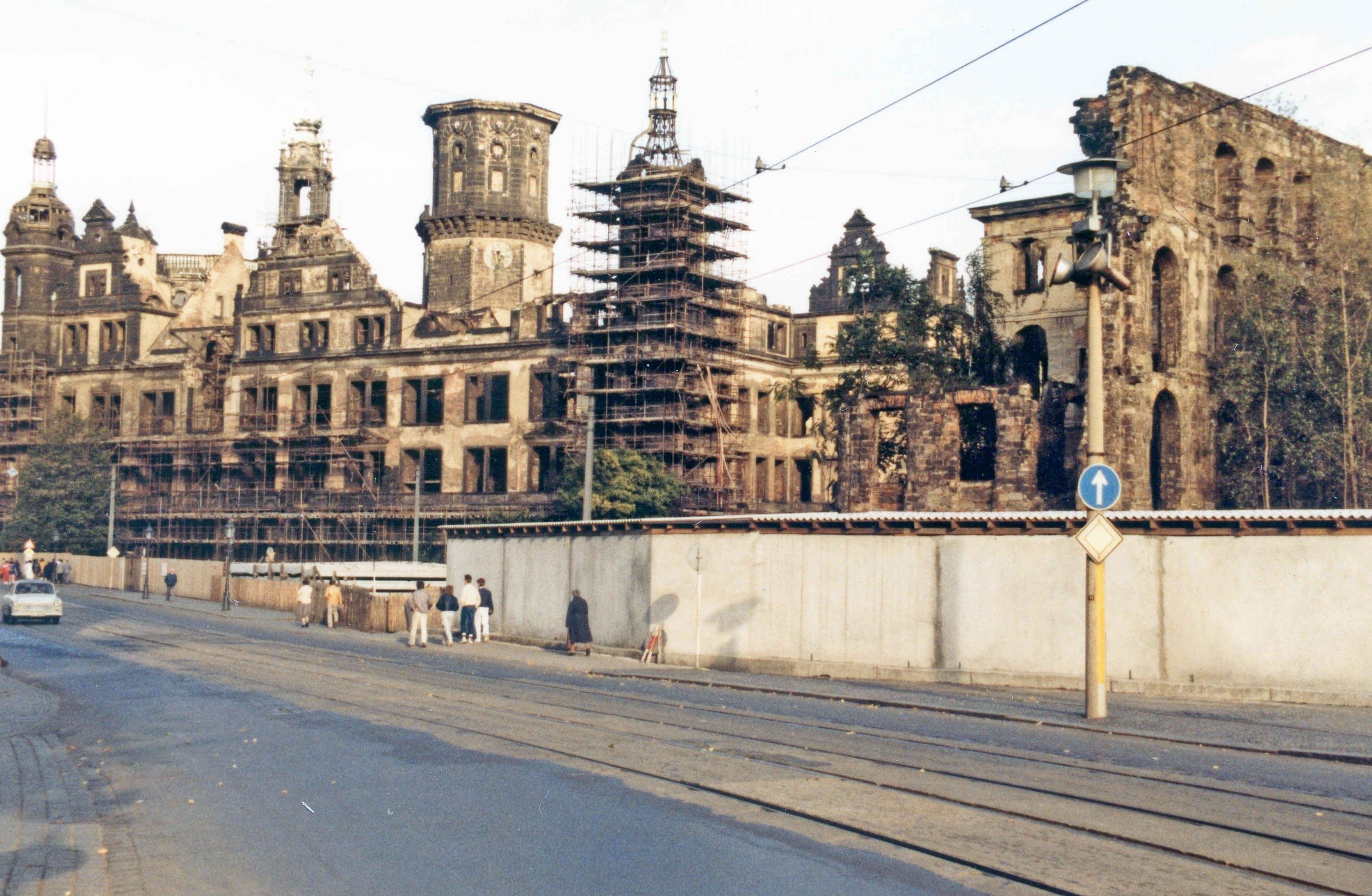
Ruine des Residenzschlosses sowie des Taschenbergpalais im Oktober 1985

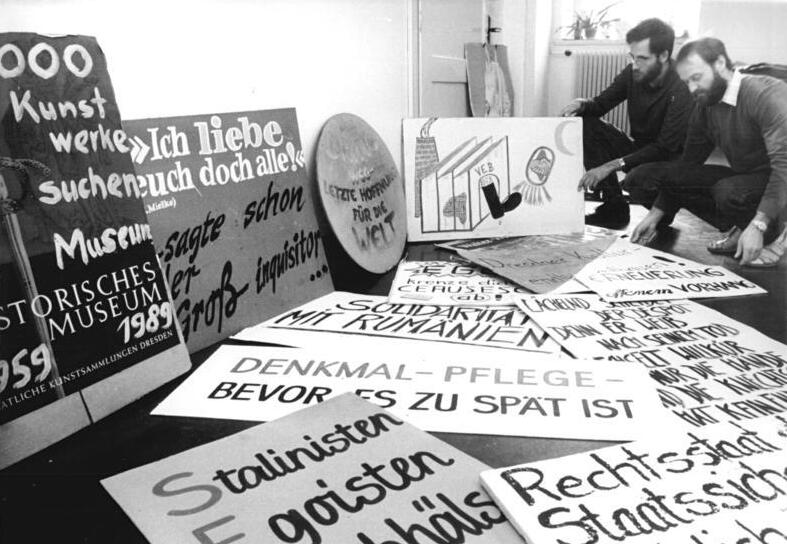
Plakate der Demonstrationen in Dresden im Herbst 1989

Der Roman besteht aus den zwei Teilen Die pädagogische Provinz und Die Schwerkraft. Seine Handlung spielt zwischen dem 4. Dezember 1982 und dem 9. November 1989 in der DDR, vor allem in Dresden. Im Zentrum stehen die bildungsbürgerlichen Bewohner des Villenviertels oberhalb der Elbe in Loschwitz-Weißer Hirsch rund um die Plattleite, im Buch die Turmstraße. Deren Geschichte, die sich auf fast 1000 Seiten erstreckt und kaleidoskopartig verschiedene Episoden mit hunderten Figuren aneinanderreiht, wird aus der Sicht von drei Protagonisten erzählt: des EOS-Schülers und späteren NVA-Unteroffiziers Christian Hoffmann, seines Vaters Richard Hoffmann (Oberarzt in der chirurgischen Klinik der Medizinischen Akademie Dresden) und seines Onkels Meno Rohde, eines studierten Biologen, der als Lektor eines renommierten Verlages tätig ist.
Christian Hoffmann, zu Beginn der Romanhandlung 17 Jahre alt, will Arzt werden. Zu diesem Zweck muss er nicht nur ein exzellentes Abitur ablegen, sondern sich im Sinne des Sozialismus auch gesellschaftlich engagieren. Um seinen Studienplatz zu sichern, ist er de facto gezwungen, seinen Wehrdienst in der Nationalen Volksarmee durch freiwilligen Wehrdienst auf drei Jahre zu verlängern. Einerseits empfindet er eine innere Distanz zum System der DDR (wie die meisten Angehörigen seines Milieus), andererseits aber will er nicht auffallen. Trotzdem neigt er zu „Dummheiten“. Bei einem Wehrkundelager wird bei ihm ein Roman aus der NS-Zeit gefunden, woraufhin er fast relegiert wird; während seiner NVA-Zeit macht er sich nach dem Unfalltod eines Kameraden durch unbotmäßige Äußerungen gegenüber seinen Vorgesetzten strafbar, was ihm einen Aufenthalt im NVA-Militärgefängnis Schwedt, Zwangsarbeit und eine Dienstverlängerung von zwei Jahren einbringt. Dennoch gelingt es Christian, der bei der NVA zunächst als „Muttersöhnchen“ gegolten hat, zum unauffälligen „Nemo“ („Niemand“) zu werden. Als er am 3. Oktober 1989 einen Polizeieinsatz gegen eine Demonstration unterstützen soll, an der auch seine Mutter teilnimmt und verprügelt wird, verweigert er sich dem System, wird aber nur mit Innendienst „bestraft“.
Richard Hoffmann, Christians Vater, ist im Beruf erfolgreich. Zu Beginn der Handlung feiert er seinen 50. Geburtstag und erhält dabei von den Gratulanten, d. h. seiner Familie und seinen Kollegen, Geschenke, die in der Mangelwirtschaft der DDR schwer erhältlich sind. Zum Verhängnis wird ihm später eine vor Jahrzehnten begangene Jugendsünde, die Denunziation seines Freundes Manfred Weniger beim Ministerium für Staatssicherheit. Diese macht ihn ebenso erpressbar wie seine Affäre mit Josta Fischer, einer Sekretärin des Rektors der Universität Dresden, zu der auch die medizinische Akademie gehört. Eine weitere Affäre mit Christians Freundin Reina unterminiert seine Vorbildrolle gegenüber dem Sohn. Richard Hoffmann wird von Manfred Weniger geschnitten und durch die prekärer werdende Versorgungslage in der DDR zermürbt. Staatsorgane zerstören seine Kapitalanlage, einen Oldtimer, weil er ihnen nichts über die geplante Flucht eines Ingenieurs und dessen Frau mitgeteilt hat. Dadurch wird er psychisch krank und muss stationär behandelt werden. Seine Frau Anne, die selbst in der Oppositionsszene aktiv geworden ist, hat ihm zu diesem Zeitpunkt seine Eskapaden verziehen und verteidigt ihn. Später, im Oktober 1989, schließt sich Richard Hoffmann den Protestierenden an.
Meno Rohde, Sohn aus „rotem Adel“, d. h. von Kommunisten, die während der NS-Zeit in Moskau geschult wurden, und Bruder von Richard Hoffmanns Ehefrau Anne, hat Biologie studiert. Da er wegen seiner Nähe zur evangelischen Kirche keine Karriere als Wissenschaftler machen konnte, wandte er sich beruflich der Literatur zu. Er arbeitet in den 1980er Jahren als Lektor in einem Dresdner Verlag: Einerseits muss er dabei die Vorgaben der bürokratischen Kulturpolitik beachten; andererseits steht er menschlich den Autoren nahe, die von der Zensur drangsaliert werden. Seine Sicht dient dazu, den Kulturbetrieb der DDR genau zu beschreiben. Dass die Flucht in eine Nischengesellschaft keine Lösung ist, erkennt Meno genau; allerdings vermeidet auch er es, „Farbe zu bekennen“. Trotzdem wird auch er, obwohl „bloßer Beobachter“, am 3. Oktober 1989 von Polizisten verprügelt. Meno Rohde führt ein zumeist in poetischer Sprache geschriebenes Tagebuch, aus dem immer wieder längere Passagen im Wortlaut in den Roman hineinmontiert sind.
Im Turm wird das bildungsbürgerliche Milieu, dem auch Uwe Tellkamp entstammt, genau und durchaus selbstkritisch beschrieben. Das Bürgertum werde durch die „süße Krankheit Gestern“ vergiftet, erkennt nicht nur Meno Rohde, sondern auch Hans Hoffmann, Toxikologe und Christians Onkel. Die Zeit scheint stillzustehen, wie bei einer „Schallplatte mit Sprung“ (Christians Wahrnehmung), obwohl alles auf die Wende am 9. November 1989 zuläuft.
Der „Bürgerliche Realismus“ der ersten Romanhälfte geht in der zweiten Hälfte in eine Art „Sozialistischen Realismus“ (allerdings ohne kommunistische Tendenz) über: Die Unzulänglichkeiten in der Produktion, in der Infrastruktur (Versorgung, Verkehr und Gesundheitswesen) und in der NVA treten hier in den Vordergrund. Allerdings werden diese realistischen Szenen oft durch märchenhaft-surrealistische Episoden abgelöst (z. B. die nächtliche Proust-Lektüre als „Zwangsarbeit“ für NVA-Arrestanten).

## Tellkamps Erzählstil
„Der Turm“ ist ein Montageroman. Formal verschiedenartige Textteile mit unterschiedlichen Themen werden, oft nur durch eine Leerzeile voneinander getrennt, aneinandergereiht, wodurch der Roman einem Mosaik oder einem Puzzle gleicht. An einigen Stellen, vor allem zum Schluss des Romans hin, geht die Darstellung in eine Art Bewusstseinsstrom über, der immer wieder durch kurze Einblendungen (wie das Klicken eines Feuerzeugs) unterbrochen wird. Diese Technik hat Uwe Tellkamp aus dem Auszug aus seinem Roman Der Schlaf in den Uhren übernommen, mit dem er 2004 den Ingeborg-Bachmann-Preis gewonnen hatte.
Überwiegend ist der Roman im personalen Erzählstil formuliert, indem äußere Handlungen, aber auch Vorgänge im Inneren der drei Hauptfiguren aus deren Sicht dargestellt werden. Dabei gibt es Passagen, in denen für Gespräche einerseits die wörtliche Rede, andererseits aber auch die Technik der erlebten Rede angewandt wird.
Immer wieder werden in die Darstellung Tagebucheintragungen Meno Rohdes in Kursivdruck hineinmontiert, in denen Meno als Ich-Erzähler auftritt.
Auch die Syntax variiert: Passagen mit extrem langen, in Bildern schwelgenden Satzperioden voller Semikola wechseln mit Abschnitten wie dem Kapitel 57, das lediglich aus fünf Wörtern besteht („Reina?“ „Richard?“ „– Ich dich auch.“). Besonders bei der Darstellung verfänglicher Situationen arbeitet Tellkamp mit Auslassungen, wie beispielsweise im Kapitel 20, in dem ein Gespräch zwischen Richard Hoffmann und einem Vertreter des Ministeriums für Staatssicherheit dargestellt wird, bei dem nur die Worte des Stasi-Mannes wiedergegeben und Richards Wortbeiträge jeweils durch eine Leerzeile ersetzt werden.
Die verwendete Sprache der Bewohner des „Turm“ ist voller „Kunigundenwörter“, wie Meno Rohde selbstironisch feststellt, der meint, Wörter wie „hanebüchen“ würden zwar von seinen Nachbarn, nicht aber von den Autoren der Bücher benutzt, die er zu zensieren habe. An vielen Stellen (zum Beispiel über die Papierproduktion) und für viele seiner Metaphern benutzt Tellkamp exakte fachsprachliche Begriffe, bei der Wiedergabe der Äußerungen der Staatsorgane dagegen zitiert er auch krasse, oft vulgäre Formulierungen: „Ihr sauberer Herr Vater geht fremd in seiner Freizeit. Das wissen Sie nicht, aber wir wissen es. Der bumst Ihre Freundin, das Fräulein Kossmann. […] Sindse baff, was? Könnse mal sehen.“ Auch den offiziellen Jargon von Parteifunktionären und „gläubigen“ Anhängern des Systems ahmt Uwe Tellkamp nach, indem er ihn in wörtlicher Rede zitiert oder paraphrasiert. Einige Figuren sprechen sächsischen Dialekt; ihre Äußerungen werden lautgetreu wiedergegeben.

## Interpretationen

### Bedeutung des Titels
In einem Interview mit Volker Hage beantwortet Uwe Tellkamp die Frage nach der Bedeutung des Romantitels: „Turm ist zunächst einmal die Bezeichnung für das Stadtviertel, in dem der Roman spielt. Dann ist an den Elfenbeinturm gedacht, auch an die ‚Turmgesellschaft‘ natürlich. Aber man kann ebenso an den Babylonischen Turm denken, der einstürzt, an die Sprachverwirrung, die am Ende der DDR vorherrschte, die Kakophonie.“
Einige Interpreten sehen einen Zusammenhang zwischen dem Nomen „Turm“ und dem Verb „türmen“: Das im Roman beschriebene Bildungsbürgertum versuche in eine Art „innere Emigration“ hinein- und damit aus der Realität der DDR-Gesellschaft herauszufliehen, was aber nicht gelingen könne, da schließlich jeder zumindest „einkaufen“ müsse.

### Ähnlichkeiten von Figuren mit realen Personen
Nach Ansicht von Andreas Platthaus, Sabine Franke und Beatrix Langner handelt es sich bei Tellkamps Roman Der Turm um einen Schlüsselroman. Die drei Journalisten entschlüsseln die Namen einiger Romanfiguren, und zwar sei:
- Georg Altberg („der Alte vom Berge“) = Franz Fühmann
- Baron Arbogast = Manfred von Ardenne
- Bezirkssekretär Barsano = Hans Modrow
- Eduard Eschschloraque = eine Mischung aus Peter Hacks und Stephan Hermlin
- David Groth = Stefan Heym
- Jochen Londoner = Jürgen Kuczynski
- Philipp Londoner = Thomas Kuczynski
- Lührer = Dieter Noll
- Günter Mellis = Hermann Kant
- Paul Schade = Kurt Barthel
- Karlfriede Sinner-Priest = Carola Gärtner-Scholle
- Rechtsanwalt Sperber = Wolfgang Vogel

Mit der Beschreibung des wichtigen westdeutschen Kritikers Wiktor Hart ist ganz offensichtlich Marcel Reich-Ranicki gemeint, denn Wiktor Hart war sein Autoren-Pseudonym im Warschauer Ghetto. Auch endet der Abschnitt, die Schlussformel des Literarischen Quartetts abwandelnd, mit den Worten „Er hilft uns wirtschaften, wenn er lobt, er hilft uns wirtschaften, wenn er verreißt, wir sehen betroffen diese Frage offen, wenn er schweigt.“
Mit dem westdeutschen Verleger Munderloh aus dem Kapitel „Leipziger Messe“ ist Siegfried Unseld vom Suhrkamp Verlag gemeint. „Munderloh“ ist der Titel eines Erzählbandes des Verlagsgründers Peter Suhrkamp.
Dem Anwalt Joffe, der in Buch 1, Kapitel 34 (Die Askanische Insel) auftritt, liegt augenscheinlich der (Ost-)Berliner Anwalt Friedrich Wolff zugrunde. Im Roman moderiert Joffe die Fernsehsendung „Paragraph“. Wolff war tatsächlich Moderator der DDR-Fernsehsendung „Alles was recht ist“. Im Schriftlogo dieser Sendung verschmolzen die „S“ von „Alles“ und „was“ zu einem auffälligen Paragraphen. Joffe ist zudem ein Nachname jüdischer Herkunft, womit Tellkamp ebenfalls einen Hinweis auf Wolff gibt, dessen Vater Jude war. Im Zusammenhang mit Joffe wird auch ein Hinweis auf die Verbindung zwischen dem literarischen Anwalt Sperber und dem realen Anwalt Vogel gegeben, wenn Joffe Meno Rohde die „Fernwärmeleitungen“ (wohl ein Bild für die DM-Zahlungen aus der Bundesrepublik an Vogel) erläutert: „Sie haben die Rohre gesehen. Nun, das sind Fernwärmeleitungen. Sie lecken ein wenig, es weicht Wärme ab, das ist alles. Im Winter haben wir hier schneefrei – und deswegen auch manch seltenen Vogel zu Gast.“
Mit der Schriftstellerin Judith Schevola könnte Angela Krauß gemeint sein. Mit dem Briefmarkenhändler Malthakus dürfte Horst Milde gemeint sein.
Nach der Logik dieser „Entschlüsselungen“ müsste Christian Hoffmann Uwe Tellkamps Alter Ego sein. Tatsächlich haben die Biographien beider Männer viele Berührungspunkte. Christian Hoffmann ist drei Jahre vor Uwe Tellkamp geboren; durch das Geburtsjahr 1965 kann Christians Dienstzeit bei der NVA trotz der Verlängerung im November 1989 enden. Vom Geburtsjahrgang her wäre Fabian Hoffmann, Christians Cousin, oder Christians Bruder Robert eher geeignet, als Tellkamps Alter Ego zu fungieren. Dass er selbst in Schwedt arrestiert gewesen sei, behauptet Tellkamp nicht. Dazu stellt Stephan Rauer kommentierend fest: „Tellkamp und Christian haben beide am 28.10. Geburtstag, Tellkamp im Jahre 1968, Christian 1965. Exakt diese drei Jahre musste Tellkamp aber nicht mehr absitzen. Etwas böse gesagt: hier wurde ein wenig ›nachheroisiert‹. Im Zentrum dieses deutlich, von Tellkamp schon in der Klappenvorbemerkung auch nicht negierten, autobiographischen Romans steht also eine nicht autobiographische Opfergeschichte.“
Erfahrungen des bei Drucklegung des Romans fast 40 Jahre alten Autors Tellkamp sind nicht nur in die Darstellungen Christian Hoffmanns, sondern auch in die seines Vaters Richard (Tellkamp war bis 2004 als Arzt tätig) und Meno Rohdes eingeflossen (nur ein reifer Mann, der den Literaturbetrieb von innen her kennt, kann diesen so kenntnisreich beschreiben, wie das im Roman geschieht). Uwe Tellkamp soll gesagt haben, er könne „allen Lesern, die behaupten, ich erzählte nur autobiographisch und Christian wäre mein Alter Ego, antworten: Wieso? Da habt ihr doch den Namen Tellkamp im Buch. Und der hat mit den Hoffmanns gar nichts zu tun.“ Tatsächlich findet sich im Roman anlässlich eines Stromausfalls in der Klinik Richard Hoffmanns die Bemerkung „...Tellkamp ist informiert...“ womit Tellkamp in gewisser Hinsicht eine seltsame Schleife schafft. Allgemein stellt Uwe Tellkamp mit Bezug auf seinen Roman fest: „Jede Figur ist aus verschiedenen anderen zusammengesetzt, hat aber reale Vorbilder.“
Entschlüsselt werden nicht nur Figuren des Romans, sondern auch Handlungsorte: Das „Tausendaugenhaus“ beispielsweise liege an der Hietzigstraße; der Zaun, der auf dem Cover der Originalausgabe des Romans abgebildet sei, gehöre zu dieser Villa. Vorbild für das Haus „Karavelle“ sei die Jugendstilvilla, in der Uwe Tellkamp aufgewachsen ist. Mit „Waldbrunn“, der „Hauptstadt des Osterzgebirges“, dem Ort, an dem Christian Hoffmann die EOS besucht, ist offensichtlich Dippoldiswalde gemeint.
Generell trügt der Eindruck, man brauche nur Namen von Personen und Orten, die in dem Roman vorkommen, zu entschlüsseln und erhalte dadurch zuverlässige Informationen über die Realität der Jahre 1982–1989: Auf der nicht eingenordeten Landkarte, die auf den Innenseiten des Buchumschlags der Originalausgabe abgedruckt ist, ist die Semperoper mitten in die Elbe hineinplatziert worden, und Standseilbahn und Bergschwebebahn, in Wirklichkeit weniger als einen Kilometer voneinander entfernt, sollen demnach angeblich im Südwesten und im Nordosten Dresdens liegen. Weitere Veränderungen weist Andreas Platthaus nach. Es zeigt sich also, dass Tellkamps „innere Wirklichkeit“ nicht mit der Topografie des realen Dresden identisch ist.
Auch ist zu berücksichtigen, dass Tellkamps Texte „works in progress“ sind: Er verändert, für den Leser oft unbemerkt, im Laufe der Zeit die fingierte „Wirklichkeit“, über die er schreibt. So heißt der Cousin von Richard Hoffmann in der Vorabveröffentlichung des ersten Kapitels des Romans Der Turm in den Losen Blättern beispielsweise noch Buchmeister (wie in dem Romanauszug aus Der Schlaf in den Uhren), und Frau Zwirnevaden hat laut einem Tellkamp-Text vom 12. Februar 2005 ein Atelier im dritten, laut Der Turm hingegen im vierten Stock.

### Sprechende Namen
Mit Hilfe der Namenswahl verschlüsselt Uwe Tellkamp nicht nur den „Klarnamen“ der Personen, die er (möglicherweise) tatsächlich meint, sondern er wählt oft gezielt sprechende Namen für seine Figuren.
- „Der Alte vom Berge“ (eigentlicher Name: Raschid ad-Din Sinan) ist die Bezeichnung für einen Anführer schiitischer Assassinen im Mittelalter, die keinerlei Skrupel hatten, Menschen „für die gerechte Sache“ zu töten. Allerdings ist Altberg nicht unbedingt ein Hardliner: Er verteidigt beispielsweise Judith Schevola, als diese aus dem „Verband der Geistestätigen“ ausgeschlossen werden soll.
- „Eschschloraque rümschrümp“ ist der Name eines 1995 in Berlin-Mitte eröffneten Lokals.[17] Sowohl der Wortanfang „Eschschlo“ als auch das Anagramm „chschlora“ legen die Vermutung nahe, dass „Eschschloraque“ für „Arschloch“ steht. Im Roman ist Eschschloraque derjenige, der noch in deren Vorfeld den Kontrapunkt zur sich abzeichnenden „Wende“ bildet, indem er bis zum Schluss des Romans die menschenverachtende Ideologie vertritt, der zufolge einfache Bürger „Maulwürfe“ seien, die das „Tageslicht“ nicht verdient hätten.
- Der Name „Judith Schevola“ verweist
  - auf das altrömische Geschlecht der Scaevola, was auf Deutsch „Linkshand“ bedeutet. Gaius Mucius Scaevola opferte bei seinem Versuch, den Etruskerkönig Lars Porsenna zu ermorden, seine rechte Hand. Nach Gaius Mucius Scaevola wurde die Oper Muzio Scevola von Georg Friedrich Händel benannt.
  - auf den esoterischen Faschisten Julius Evola
  - auf Franziska Linkerhand, die Titelfigur eines Romans von Brigitte Reimann, deren Biographie Parallelen zu der Judith Schevolas aufweist.

### Literarische und künstlerische Vorbilder
Die folgenden Autoren und Musiker sollen nach Angaben von Interpreten die inhaltliche und formale Gestaltung des Romans beeinflusst haben:
- Johann Wolfgang Goethe: Die Vorstellung von einem Bildungsroman, prototypisch realisiert in Wilhelm Meisters Lehrjahre, bildet die Grundlage für das Gesamtkonzept von Tellkamps Roman. Schon bei Goethe kommt eine „Turmgesellschaft“ vor, und auch der Begriff „pädagogische Provinz“ (Überschrift für den ersten Block in Tellkamps Roman) stammt aus Wilhelm Meisters Wanderjahre.
- E.T.A. Hoffmann: Das „Märchen aus der neuen Zeit“ mit dem Titel Der goldne Topf beginnt mit einer exakten, „realistischen“ Beschreibung Dresdens um 1800; die Handlung endet in der märchenhaften Welt von Atlantis. Tellkamp ahmt das Spiel des Romantikers Hoffmann (zugleich der Familienname des Haupt-Clans in seinem Roman) mit dem Leser nach, den er ebenfalls oft im Unklaren darüber lässt, ob eine Begebenheit frei erfunden oder real ist. In Tellkamps Roman wird in einer Episode die Aufführung einer dramatisierten Fassung des Goldnen Topfes im Dresden der 1980er Jahre erwähnt. Im Mai 1989 wurde in Dresden die Oper Der Goldene Topf von Eckehard Mayer uraufgeführt, Libretto von Ingo Zimmermann nach E.T.A. Hoffmann. Die gesamte DDR kommt Uwe Tellkamp im Nachhinein wie das Fürstentum vor, in dem der Fürst Paphnutius herrscht (in Klein Zaches genannt Zinnober von E.T.A. Hoffmann).[18] Ingo Schulze bezeichnet E.T.A. Hoffmann in seinem Essay „Nachtgedanken eines aus dem Ort Gefallenen“[19] als Begründer des „Mythos Dresden“. Wie stark Uwe Tellkamp dem Vorbild E.T.A. Hoffmann verpflichtet ist, wird seinem Essay Die deutsche Frage der Literatur[18] deutlich: „Vater aller besseren Literatur über das Problem [DDR] ist, meiner Ansicht nach, E.T.A. Hoffmann, bei dem die (Alb-)Träume in die Wirklichkeit wucherten. Je ferner dies Ländchen im Maelstrom aus Zeit und Geschichte sinkt, desto mehr wird es, glaube ich, Züge eines Turmbaus in Atlantis annehmen.“
- Wilhelm Hauff: Wie in dem Märchen Die Geschichte von Kalif Storch „verwandeln“ sich die Bewohner des Turmstraßenviertels bei dessen Betreten („Mutabor“ – „Ich werde verwandelt werden“ – lautet – wie der Verwandlungsspruch im Hauff-Märchen – die Überschrift des Kapitels 2 des Romans): Aus pflichtbewussten Bürgern der DDR werden Bildungsbürger, die aus der Gegenwart herausgefallen zu sein scheinen.
- Richard Wagner: Die „Ouvertüre“ des Romans ist der einer Wagner-Oper nachempfunden. Niklas Tietze legt regelmäßig Wagners Oper Tannhäuser auf. Tellkamp hat sich einmal als „Librettist Wagners“ bezeichnet.[20]
- Jules Verne: Die Hauptfigur in Jules Vernes Roman 20.000 Meilen unter dem Meer ist Kapitän Nemo. „Nemo“ ist der Spitzname Christian Hoffmanns in der zweiten Hälfte seiner NVA-Zeit. Auch Christians Onkel Meno (ein Anagramm) wird von der betrunkenen Frau Honich „Nemo“  genannt[21]. Eine von Christians größten Krisen besteht darin, dass er es als Panzerkommandant nicht schafft, bei einem nächtlichen Manöver den Panzer wie ein U-Boot heil durch die Elbe zu fahren. Uwe Tellkamp bekennt, dass Jules Verne zu den Lieblingsautoren seiner Jugendzeit gehört habe.[22]
- Thomas Mann: Oft wird Der Turm mit Manns Roman Buddenbrooks verglichen, der ebenfalls eine ausführliche Familiengeschichte enthält. Gleichwohl zeichnet Der Turm dazu ein Negativ: Gehen die Buddenbrooks als Familie in aufstrebender Umgebung unter, zerfällt mit der DDR die Umwelt der Familie Hoffmann. Christian Hoffmann empfindet sich während seiner Schulzeit als Geistesverwandter Tonio Krögers. Die Abschottung der Akademiker im Turmstraßenviertel auf den Bergen oberhalb der Elbe wird oft mit der Situation der Menschen auf Thomas Manns Zauberberg verglichen.
- Hugo von Hofmannsthal, Richard Strauss: Christian hat das Gefühl, dass im Turmstraßenviertel noch die „Marschallin“ aus der Oper Der Rosenkavalier lebe. Das entspricht einem doppelten Anachronismus: Anfang des 20. Jahrhunderts versuchte Hofmannsthal, das Wien des 18. Jahrhunderts in seiner Oper lebendig werden zu lassen, und diese Oper wird in der Endphase der DDR-Zeit „vergegenwärtigt“. Zudem hat Hugo von Hofmannsthal ein Theaterstück mit dem Titel Der Turm geschrieben.
- Marcel Proust: Das Motiv der Suche nach der verlorenen Zeit durchzieht Tellkamps Roman. In einer Episode müssen die Angehörigen des Strafbataillons der NVA in der Nachtschicht Prousts Mammutwerk lesen.
- Heimito von Doderer: Wie in dem Roman Dämonen gibt es auch bei Tellkamp einen „Countdown“: Ist es bei Doderer der 15. Juni 1927 (der Tag, an dem der Wiener Justizpalast brannte), so endet Tellkamps Roman am 9. November 1989, dem Tag des Mauerfalls.
- Hermann Hesse: Die Gesellschaft auf Tellkamps „Zauberberg“ gleicht Glasperlenspielern in Hesses gleichnamigem Roman. Diesem Roman ist auch der (ursprünglich auf Goethes Wilhelm Meister zurückgehende) Titel „Die pädagogische Provinz“ des ersten Teils entlehnt.
- Franz Kafka: In einem Interview[12] bezeichnet Uwe Tellkamp die Verhältnisse auf der „Kohleninsel“ ausdrücklich als „kafkaesk“.
- Ernst Jandl: Die letzte im Roman zitierte Aussage des Bezirks-Parteisekretärs Barsano lautet: „werch ein Illtum“[23]. Damit spielt Uwe Tellkamp auf Ernst Jandls Gedicht lichtung an: „manche meinen / lechts und rinks / kann man nicht velwechsern / werch ein illtum“. Dass Rechtsextremismus und Linksextremismus nahe beieinander liegen, erkennt man im Roman an den antisemitischen Ausfällen einiger führender „Kommunisten“ mit nationalsozialistischer Vergangenheit im Herbst 1989.
- Günter Grass: Der gesamte Roman stellt eine Auseinandersetzung mit der in dem Roman Ein weites Feld (1995) geäußerten These dar, die DDR sei eine „kommode Diktatur“ gewesen, der Tellkamp ausdrücklich widerspricht.[24] Mit seinen Figuren geht Tellkamp ähnlich wie Grass um: Er verwendet sie in den verschiedensten Werken wieder. In einem Interview mit der Frankfurter Allgemeinen Zeitung[25] vergleicht Tellkamp ausdrücklich die Wirkung seines Romanes auf die deutsche Öffentlichkeit mit der des Romans Die Blechtrommel von Günter Grass ab 1959.
- Durs Grünbein: Der ebenfalls in Dresden geborene Lyriker prägte den Begriff „Musennest“: „Dresden: aus diesem Musennest kommt der beleidigte Schönheitssinn, die frühkindliche Trauer.“[26]

In ihrem „Sorgfältig abgeschrieben“ betitelten Artikel wirft Dorothea Dieckmann von der Neuen Zürcher Zeitung Uwe Tellkamp indirekt ein Plagiat vor: Die Ausführungen über das Antiquariat Paul Dienemann habe Tellkamp nahezu wörtlich aus dem 2003 veröffentlichten Band Die letzten Mohikaner von Jens Wonneberger abgeschrieben. Tellkamp konterte den Vorwurf mit der Anmerkung, dass Wonneberger das, was er darstelle, nicht erfunden habe, sondern beide Autoren sich auf ihre Weise auf reale Vorgänge in dem Antiquariat bezögen. Bereits im März 2009 hatte Tellkamp in einem Interview mit der Berliner Zeitung gesagt: „Gerade das Antiquariat kenne ich noch sehr gut, auch den Inhaber.“
Der Dresdner Autorin Jayne-Ann Igel zufolge weisen Passagen in Tellkamps Turm deutliche Übereinstimmungen zu Stefan Wachtels Buch Delikt 220 über die Haft im Militärgefängnis Schwedt auf.

### Der Roman im Kontext von Tellkamps Gesamtwerk

#### ErzählungDer Schlaf in den Uhren(2004)
Bereits 2004 veröffentlichte Uwe Tellkamp die selbstständige Erzählung Der Schlaf in den Uhren, die er als Auszug aus einem gleichnamigen (später zu veröffentlichenden) Roman vorstellte. Mit dem Vortrag des Auszugs gewann er den Ingeborg-Bachmann-Preis. Fabian und Muriel sind in der Erzählung dieselben Personen wie das Zwillingspaar Fabian und Muriel Hoffmann im Turm; auch die beiden anderen „Stimmen“ der Erzählung, Arno und Lucie Krausewitz, kommen in dem Roman vor.

#### Schwarzgelbals MDR-Beitrag und als Kapitel inDer Turm
Zum 800. Geburtstag der Stadt Dresden schrieb Uwe Tellkamp einen Text, der von MDR Figaro am 31. März 2006 mit dem Titel schwarzgelb gesendet wurde. Eine überarbeitete Fassung dieses Beitrags findet sich als gleichnamiges Kapitel (Kapitel 28) in dem Roman.

#### Romanauszüge mit dem ArbeitstitelLava
Die Überschrift Der Turm. Der Schlaf in den Uhren über der Landkarte, die sich auf der inneren Umschlagseite der Originalausgabe des Romans Der Turm befindet, deutete bereits 2008 darauf hin, dass der Stoff des Romans Der Turm durch einen Der Schlaf in den Uhren betitelten Roman ergänzt werden sollte, zumal Tellkamp 2008 in einem Interview mit dem Spiegel bestätigte, dass Der Turm „Teil eines größeren Romanprojekts“ sei. Beatrix Langner bezeichnet den „Romanauszug“ genannten Text von 2004 als „eine Vorstufe“ des Romans „Der Turm“.
2009 gab Uwe Tellkamp an, dass der Nachfolgeroman die Zeit zwischen dem 9. November 1989, dem Tag des Mauerfalls, und dem 3. Oktober 1990, dem Tag der Wiederherstellung der staatlichen Einheit Deutschlands, behandeln solle. 2010 wurde der Titel des Romans bekannt gegeben, „Lava“. Die Bedeutung des Titels wurde in einem Artikel Tellkamps deutlich, der 3. April 2010 aus Anlass von Helmut Kohls 80. Geburtstag zum Thema „Wende in der DDR 1989“ erschien:
Ein Vulkan war ausgebrochen, Lava rann über Wege, in Abgründe, zäh, heiß, vernichtend, doch auch fruchtbar.
Am 29. Dezember 2012 ließ Tellkamp der Öffentlichkeit mitteilen, dass er nunmehr plane, nur den ersten Abschnitt seines neuen Romans Lava zu nennen; der gesamte Roman solle Der Schlaf in den Uhren betitelt sein. In diesem Roman soll Fabian als weitere Stimme hinzukommen, die das Geschehen von einer noch näher zu bestimmenden „Gegenwart“ aus in Form von Rückblenden erzählt. „Dieser Erzähler erinnert sich an die Geschichte seiner Schwester Muriel, das ist die Cousine von Christian, die im ‚Turm‘ in den Werkhof kommt, eine kleine Randfigur.“ Danach entschloss sich Tellkamp, doch den ganzen Roman Lava zu nennen. Eine Vorschau auf diesen Roman, der ursprünglich 2015 erscheinen sollte, gab Tellkamp in Form eines am Tag der deutschen Einheit 2014 veröffentlichten Essays, dessen Handlung allerdings erst 2013 endet.
Als neuer Veröffentlichungstermin wurde das Frühjahr 2020 genannt; er wurde auf 2021 verschoben. Uwe Tellkamp nannte als Hauptgrund für die Verzögerung, dass dem Verlag ein Roman mit einer Jahrzehnte überbrückenden erzählten Zeit in einem Band als zu umfangreich erschienen sei. Deshalb enthalte der Roman Lava nicht mehr die Zeit ab 2015. 2021 werde ein Buch mit dem Titel Der Schlaf in den Uhren. 1. Band: Lava – offener Roman, oder: Nachrichten aus der Chronik. erscheinen. Die Zeit ab 2015 werde in einem zweiten, Archipelago betitelten Band, behandelt. Er sei aber noch nicht fertig und werde deshalb später veröffentlicht.

#### RomanDer Schlaf in den Uhren(2022)
Im Mai 2022 erschien im Suhrkamp Verlag ein umfangreicher Roman mit dem Titel Der Schlaf in den Uhren, den Tellkamp als „Fortschreibung“ des Turm bezeichnet.

## Rezeption

### Verkaufserfolg und Popularität
Bis Oktober 2012 wurden 750.000 Exemplare des Romans verkauft, wobei er in über 15 Ländern veröffentlicht wurde. Im Dresdner Stadtteil Weißer Hirsch hat die Zahl der Touristen-Führungen nach der Veröffentlichung des Romans Der Turm stark zugenommen. Gästeführer tragen dabei lange Listen mit sich, mit deren Hilfe sie jedem Haus im Roman mit Seitenzahl ein echtes Gebäude mit Straßennamen und Hausnummer zuordnen können. Robert Schröpfer stellt fest, dass „die Bürger der Stadt [Dresden] dem Schriftsteller, der ihnen mit seinem Roman ein Denkmal setzt, mit einer seltsamen Mischung aus Misstrauen, Missgunst und Miesepetrigkeit“ begegneten.

### Literarische Rezeption
Die Bezeichnung „Blauwal“, die Christian für Bücher über 500 Seiten verwendet (etwa von Leo Tolstoj, Fjodor Dostojewski, Thomas Mann, Robert Musil), wird von Rainald Goetz in dessen Buch Loslabern (2009) aufgegriffen. Heinz Strunk zitiert sie in seiner als Buch veröffentlichten Titanic-Kolumne Intimschatulle (2019) und benannte 2021 die Audioserie Heinz Strunk und der Blauwal danach.

### Rezensionen
Tilman Krause schrieb:
„Der Mann, der sich an Liebesmahlen und Gelagen nicht beteiligt, hat mit dem ‚Turm‘, der jetzt den Deutschen Buchpreis zugesprochen bekam, wahrscheinlich den Roman des Jahrzehnts geschrieben. Den ultimativen Roman über die DDR, diese lächerliche sowjetische Satrapie auf deutschem Boden. Und zwar aus der Sicht derer, die nicht eine Sekunde daran zweifelten, dass sie dagegen waren. Das allein ist schon, nach all dem Wischiwaschi der Christa Wolfs, Volker Brauns, Christoph Heins und tutti quanti, eine nahezu erlösende Tat. So klar antikommunistisch, so voller schneidender Verachtung für das Proleten- und Kleinbürgertum, das 40 Jahre lang im Ostteil dieses Landes sein Gift verspritzen durfte, hat noch keiner, der aus diesen Breiten kommt, den Stab gebrochen.“
Deutlich kritischer äußerte sich Magda in ihrem Blogeintrag für Der Freitag:
„Es ist große Literatur schallt es landauf landab, aber ich finde, eine Ansammlung von Stilübungen ist noch kein Roman.“
Uneins sind sich hingegen die beiden Rezensenten für die Kritische Ausgabe:
„Die K.A.-Rezensenten Fabian Thomas und Stephan Rauer sind sich da weniger einig: »Poetisches Denkmal an die eigene Vergangenheit« (Thomas) oder ›überambitionierter Roman‹ (Rauer)? »Überzeugendes Panorama der widersprüchlichen DDR-Gesellschaft« oder »ein Fall von selten einhelligem kollektivem Fehlurteil der professionellen Kritik«?“

### Theaterfassungen
Im September 2010 erlebte die Bühnenfassung des Romans am Staatsschauspiel Dresden ihre Uraufführung in der Regie von Wolfgang Engel, im November 2010 folgte am Staatstheater Wiesbaden eine zweite Fassung von Tilman Gersch.

### Auszeichnungen
Der Nordkurier in Neubrandenburg verlieh Uwe Tellkamp gemeinsam mit der Mecklenburgischen Literaturgesellschaft den Uwe-Johnson-Preis 2008 mit der Begründung, der Roman entfalte ein „facettenreiches, in den Lebensläufen zahlreicher Figuren gebrochenes Panorama der letzten sieben Jahre der DDR“.
Im Oktober 2008 wurde der Roman mit dem Deutschen Buchpreis ausgezeichnet. In der Begründung hieß es: „Uwe Tellkamps großer Vorwenderoman ,Der Turm’ entwirft in einer Fülle von Szenen, Bildern und Sprachformen das Panorama einer Gesellschaft, die ihrem Ende entgegentaumelt. Am Beispiel einer bürgerlichen Dresdner Familie erzählt er von Anpassung und Widerstand in einem ausgelaugten System. Der Roman spielt in den verschiedensten Milieus, unter Schülern, Ärzten, Literaten und Politkadern. Uwe Tellkamp schickt seinen rebellischen Helden Christian Hoffmann auf eine Höllenfahrt, aus seiner Enklave in den Militärdienst bis zum Strafvollzug der NVA. Den Lesern erschließen sich wie nie zuvor Aromen, Redeweisen und Mentalitäten der späten DDR. Unaufhaltsam treibt das Geschehen auf den 9. November zu“.
2009 wurde Uwe Tellkamp mit dem Deutschen Nationalpreis ausgezeichnet.
Am 6. Dezember 2009 wurde Tellkamp für den Roman mit dem Literaturpreis der Konrad-Adenauer-Stiftung ausgezeichnet. Bernhard Vogel, Vorsitzender der Konrad-Adenauer-Stiftung begründete die Auswahl Uwe Tellkamps mit der „außergewöhnliche[n] epische[n] und ästhetische[n] Qualität“ und damit, dass sich der Roman gegen „ethische Indifferenz und politische Ostalgie“ stelle und für die „Freiheit und Würde des Menschen“ stehe.
Zusammenfassend stellt die Jury der Konrad-Adenauer-Stiftung fest: Uwe Tellkamps Der Turm hat als Gesellschafts-, Bildungs- und Zeitroman eine herausragende politische Bedeutung zwanzig Jahre nach der Wiedervereinigung Deutschlands. Es ist ein Zeugnis der literarischen Erinnerungskultur, das Geschichte und Fiktion verbindet und aufhebt, was nicht vergessen werden darf vom letzten Jahrzehnt der DDR. Zugleich ist es ein Dokument der Freiheit und Würde des Individuums gegen die Vereinnahmungsversuche einer Erziehungsdiktatur.

## Hörbuch
Der Turm erschien 2010 als Hörbuch bei Der Hörverlag. Es handelt sich um eine stark gekürzte Lesefassung auf insgesamt acht CD, die sich konsequent auf den Erzählstrang um Christian Hoffmann beschränkt. Gelesen wird das Hörbuch von Sylvester Groth.

„Für die Lese- und Hörbuch-Version haben Thomas Fritz und die Bearbeiterin Heidi Böwe deshalb ganz konsequent nur die Geschichte des Abiturienten Christian verfolgt. Christian ist der am stärksten Leidtragende in dem ganzen Roman. Durch die Konzentration auf sein Schicksal wird der ‚DDR-Überlebenskompromiss‘, wie Fritz es ausdrückt, stärker beleuchtet.“

## Film
Die Romanhandlung wurde von teamWorx für die ARD als Fernseh-Zweiteiler Der Turm verfilmt. Der Film wurde erstmals am 3. und 4. Oktober 2012 im Ersten ausgestrahlt. Regie führte Christian Schwochow nach einem Drehbuch von Thomas Kirchner, produziert wurde der Film von Christian Granderath und Nico Hofmann. Darsteller sind u. a. Jan Josef Liefers (Richard Hoffmann), Sebastian Urzendowsky (Christian Hoffmann), Claudia Michelsen (Anne Hoffmann), Götz Schubert (Meno Rohde) und Nadja Uhl (Josta Fischer).

## Theateradaptionen
- Der Turm. Geschichte aus einem versunkenen Land nach dem Roman von Uwe Tellkamp, für die Bühne eingerichtet von Jens Groß und Armin Petras, Regie: Wolfgang Engel, Uraufführung am 24. September 2010  Staatsschauspiel Dresden[55]
- Der Turm nach dem Roman von Uwe Tellkamp. Bühnenfassung von John von Düffel, bearbeitet von Dagmar Borrmann und Tilman Gersch. Regie: Tilman Gersch, Erstaufführung der Fassung am 20. November 2010. Hessisches Staatstheater Wiesbaden[56]
- Der Turm. Bearbeitung: John von Düffel, Regie: Tobias Wellemeyer, Premiere: 27. November 2010, Hans Otto Theater Potsdam[57]

### Textausgaben
- Uwe Tellkamp: Vorabdruck des Kapitels Auffahrt. In: Lose Blätter, Heft 32/2005, S. 933–939
- Uwe Tellkamp: Der Turm. Geschichte aus einem versunkenen Land. Roman. Suhrkamp. Frankfurt am Main 2008, ISBN 3-518-42020-8
- Uwe Tellkamp: Der Turm. Geschichte aus einem versunkenen Land. Roman. Weltbild-Verlag. Augsburg 2009, ISBN 3-8289-9749-X

### Sekundärliteratur
- Detlev Schöttker (Hrsg.): Dresden. Eine literarische Einladung. Wagenbach. Berlin 2006, ISBN 3-8031-1239-7
- Elmar Krekeler: Bei Uwe Tellkamp ticken die Uhren der DDR noch. In: Die Welt. 13. September 2008
- Helmut Böttiger: Weißer Hirsch, schwarzer Schimmel. In: Die Zeit. 18. September 2008
- Andreas Platthaus: Die Zeit ist des Teufels. In: Frankfurter Allgemeine Zeitung. 20. September 2008
- Martin Ebel: Am Ende steht ein Doppelpunkt. Deutschlandradio. 21. September 2008
- Beatrix Langner: Utopia, zeitgeschwärzt. Erzählte Geschichte in Uwe Tellkamps Turmgesellschaft. Neue Zürcher Zeitung. 11. Oktober 2008
- Sabine Franke: Im Dresdner Musennest. In: Frankfurter Rundschau. 25. September 2008
- Wolfgang Harms: Turm mit Baumängeln. Tellkamps Epos vom Niedergang der DDR. Sächsische Zeitung. 13. Oktober 2008
- Karin Großmann: Als die Uhren stehen blieben. Sächsische Zeitung. 14. Oktober 2008
- Matthias Richter: Der Turm. Geschichte aus einem versunkenen Land. NDR. 14. Oktober 2008 (Memento vom 24. Mai 2009 im Internet Archive)
- Martin Jankowski: Urst gut: Tellkamps Turm. Die Berliner Literaturkritik. Ausgabe 6/2008 (November/Dezember 2008). S.4ff. (PDF; 537 kB)
- Caroline Frank: Peut-on lire te temps dans l’espace? Topographie et fictionnalisation de l’histoire dans le roman „La Tour“ d’Uwe Tellkamp. In: Carola Hähnel-Mesnard (Hrsg.): Le roman de langue allemande du XXIe siècle et son rapport à l’histoire (Dossier). Allemagne d’aujourd’hui. Revue d’information et de recherche sur l’Allemagne 200 (2012), S. 155–166